# Andrzej Solski
Andrzej Solski (ur. 9 grudnia 1969 w Kluczborku) – polski siatkarz, pięciokrotny mistrz Polski, reprezentant Polski, mistrz Letniej Uniwersjady (1991), wicemistrz Letniej Uniwersjady (1993). Występował na pozycji środkowego bloku.

## Kariera sportowa
Karierę sportową rozpoczął w zespole KKS Kluczbork, następnie był zawodnikiem Stali Nysa, z którą debiutował w ekstraklasie w sezonie 1988/1989. W 1989 został zawodnikiem AZS Częstochowa. Z AZS wywalczył mistrzostwo Polski w 1990, 1993, 1994 i 1995, a także wicemistrzostwo Polski w 1991 i 1992. W sezonach 1991/1992 i 1993/1994 został przez Przegląd Sportowy wybrany do pierwszej szóstki sezonu. Od 1995 występował w Mostostalu Kędzierzyn-Koźle, z którym zdobył mistrzostwo Polski w 1998 oraz wicemistrzostwo Polski w 1997 i 1999. W sezonie 1999/2000 był zawodnikiem Legii Warszawa.
Z reprezentacją Polski juniorów wystąpił na mistrzostwach Europy w 1988 (4. miejsce) i mistrzostwach świata w 1989 (7. miejsce). W reprezentacji Polski seniorów zadebiutował 1 czerwca 1989, w meczu kwalifikacji mistrzostw Europy z Austrią. W 1991 wywalczył złoty medal Letniej Uniwersjady. W 1993 wywalczył na Uniwersjadzie srebrny medal. Trzykrotnie wystąpił na mistrzostwach Europy, zajmując z drużyną siódme miejsce w 1991 i 1993 oraz szóste miejsce w 1995. Ostatni raz w reprezentacji Polski wystąpił 16 września 1995 w meczu kwalifikacji mistrzostw Europy z Rosją. łącznie wystąpił w reprezentacji seniorskiej w 122 spotkaniach, w tym w 105 oficjalnych.
Po zakończeniu kariery zawodniczej pracował jako trener, m.in. prowadząc żeńską drużynę SPS Politechnika Częstochowa. Jego siostrą jest siatkarka Marzena Solska, po mężu Szepieniec.